# Zwart blaaskaakje
Het zwart blaaskaakje (Myopa morio) is een vliegensoort uit de familie van de blaaskopvliegen (Conopidae). De wetenschappelijke naam van de soort is voor het eerst geldig gepubliceerd in 1804 door Meigen.